# Silent So Long
| Recensione   | Giudizio |
| ------------ | -------- |
| Metal Hammer | [ 1 ]    |
| Blabbermouth | 9/10     |
| Exclaim!     | 5/10     |

Silent So Long è il secondo album di studio della band europea Emigrate. Quest'album è stato pubblicato il 14 novembre 2014 in Europa e negli Stati Uniti il 9 dicembre 2014.

## Tracce
1. Eat You Alive (featuring Frank Dellé) – 3:33
2. Get Down (featuring Peaches) – 4:32
3. Rock City (featuring Lemmy Kilmister) – 3:28
4. Hypothetical (featuring Marilyn Manson) – 3:50
5. Rainbow – 3:34
6. Born On My Own – 4:40
7. Giving Up – 3:58
8. My Pleasure – 3:36
9. Happy Times (featuring Margaux Bossieux) – 3:36
10. Faust – 3:42
11. Silent So Long (featuring Jonathan Davis) – 5:17

## Formazione

### Membri della band
- Richard Kruspe - voce, chitarra solista, tastiere, music sequencer
- Olsen Involtini - chitarra ritmica
- Arnaud Giroux - basso
- Mikko Sirén - batteria

### Collaborazioni
- Marilyn Manson - voce
- Lemmy - voce
- Peaches - voce
- Frank Dellé - voce
- Jonathan Davis - cori
- Margaux Bossieux - cori

## Pubblicazione
| Paese  | Data             |
| ------ | ---------------- |
| Europa | 14 novembre 2014 |
| USA    | 9 dicembre 2014  |